# Orectochilus
Orectochilus ist eine Gattung aus der Familie der Taumelkäfer (Gyrinidae). Von ihnen kommt in Europa nur der Behaarte Taumelkäfer (Orectochilus villosus) vor, der auch in Mitteleuropa heimisch ist.

## Merkmale
Die Käfer kann man von denen der Gattung Gyrinus durch ihre fein und dicht punktförmig strukturierte und fein behaarte Oberseite unterscheiden. Der Körper ist sehr schmal, das Analsternit ist zu einem langen Kegel ausgezogen. Den Deckflügeln fehlen Punktreihen. 

## Vorkommen und Lebensweise
Die Tiere leben in Bächen und Flüssen und sind besonders unter Wehren und ähnlichem zu finden. Tagsüber halten sie sich meist in Gruppen verborgen und werden erst abends aktiv. Dann schwimmen sie schnell an der Wasseroberfläche entlang. Die Paarung findet an Land statt, wobei das Männchen danach die Spermatophorenhülle frisst. 

## Arten (Europa)
- Behaarter Taumelkäfer (Orectochilus villosus) (O. F. Müller 1776)